# القصيدة العاطفية عند شعراء المدرسة الأيونية
القصيدة العاطفية عند شعراء المدرسة الأيونية تتكون الإبيجراما (باليونانية: Ίό έπιγράμμα)‏ من مقطعين (έπι+γράφω) وتعنى "TO WRITE ON" وهي عبارة عن مقطوعة يتراوح طولها ما بين بيتين أو خمسة عشر بيتا وتتكون من زوج شعرى "COUPLET". البيت الأول على الوزن السداسي والثاني ينظم على الوزن الخماسي. والإبيجراما في حد ذاتها ليست فنا جديدا من حيث صياغتها أو مضمونها، وقد تأثرت بالفنون الأخرى مثل الملاحم والفن الإليجي والشعر الوجداني والشخصي. ولكنها لم تظهر بوضوح في أثينا إلا في العصر الهلينستي عندما بدأ النثر في التراجع فاتسع لها المجال للنضوج. وقد ظهر هذا الفن في أماكن مختلفة (اثينا-اقليم البلوبونيز-ساحل آسيا الصغرى). في أثينا انحصر هذا الفن على شكلين: إبيجرامات تقدم للنذور أو تكتب على شواهد القبور.
تعد الإبيجراما من الفنون التي يسود فيها الغموض بشكل واضح نظرا لما يتوافر لدينا من المادة العلمية التي لا يمكن أن نفهمها بسهولة علاوة على خاصيتها التفردة والتي لا تجعلنا تعرفها الا بصعوبة لذلك فيعد من الصعب ان نحدد تاريخ هذا الفن القديم من حيث المكان التي نشأ فيه وطبيعة نشأتها واغراضها فلقد اختلفت الإبيجراما من القرن الثالث ق.م عن ما فبله وشهدت تطور في الموضوع والاسلوب واستحداث صور شعرية جديدة لم تكن معهودة من قبل فأصبح فن قائم بذاته – في مطلع القرن الرابع ق.م– بعد أن كان فن النقوش (قصائد النقوش) وأصبح فن الإبيجراما.
اما عند الدوريين نظرا -لتربيتهم العسكرية- فكانت معظمها حماسية تحث على الجهادوالفروسية وكتبت باللغة الدورية. اما في ايونيا فتأثرت بالشعر الغنائي بأنواعه وخاصة الشعر الفردى كما تأثرت بالشعر الوجدانى والفن السفسطائي والأسلوب البلاغى كما غلب عليها الطابع الاثينى وفي نهايه القرن السادس ق.م وبداية القرن الخامس ق.م بدأت تشهد بناء وتكوين وأسلوب أدبى خاص بها لم تشهده من قبل ولا من بعد. ومنذ القرن الرابع ق.م وصلت درجة النضوج الفنى إلى اقصها واستطاع فن الإبيجراما استيعاب أنواع جديدة وعديدة (اهداء-رثاء- النذور-الأعمال الأدبية-ابجرامات الحب) وبحلول القرن الرابع ق.م أصبح هذا الفن الوليد فنا مستقلا قائما بذاته وأخد طابع ولون أدبى مستقل وهو الأدب الابجرامى.

## نبذة عن المدرسة الأيونية
مع سيطرة مقدونيا وصراعات الاسكندر الأكبر وتلاشى تأثير اثينا الأدبى -دون الفلسفي بالطبع- ظهرت مدن ثقافية جديدة وكانت مدينى الإسكندرية من أشهر وأكبر هذه المدن الجديدة حيث كانت رمزا للإشعاع الثقافي والإمبراطورية المقدونية الجديدة كما ظهرت مدن أخرى ولكن اقل شهرة وتأثير من مدينة الإسكندرية مثل مدينة كوسcos ومدينة ساموسsamos والجزر الدورية وكانت تتنافس كل هذه المدن ولكن بقت الإسكندرية أكثرهم شهرة ومع بداية الثالث ق.م ظهرت مدرستان لكتاب الابجراما
- المدرسة الايونية: وكان مقرها مدينة ساموس والإسكندرية.
-المدرسة الدورية: وكان مقرها في اقليم البلوبونيز وجنوب إيطاليا وطيبة.
ثم توقف نشاطهما في حوالى عام240ق.م وتدهورت بعدها الابجراما وظل الوضع على هذا الحال حتى نهاية القرن الثاني وبداية القرن الأول ق.م حتى احيتها المدرسة الفينيقية مرة أخرى وإعادة لفن الابجراما اكسير الحياة من جديد في سوريا على الشكل الذي كانت عليه.
وتميزت المدرسة الايونية من خلال شعراءها على المدرسة الدورية حيث اهتم الشعراء بالكتابة في كل أنواع الابجراما (رثاء-حب-اهداء-ابجرامات أدبية.....) ولكن أصبح اهتمامهم في النهاية منصبا على ابجرامات الحب والخمر وينتمى إلى هذه المدرسة (اسكلبيادس Ασκλήπιδος من ساموس - بوسيديبوسΠοσείδππος من بلاى - هيديلوس Ήδυλόςمن ساموس - كاليماخوس Καλλίμαχος من قورينى - ذيوسكوريدس Διοσκόριδος لا نعلم شيئا عن نشأته).

### شعراء المدرسة الأيونية

#### أسكليباديس Ασκλήπιδος
يعد أسكليباديس، الذي عاش في الفترة ما بين 320ق.م-280ق.م من ساموس، زعيم المدرسة الايونية وقد نظم إبيجرامات عديدة في الحب وسار على نهج جديد فيرجع له الفضل في إعادة الابجراما للحياة من جديد فحولها من ابجراما ذات موضوع واحد إلى قصيدة وصفية حركية قادرة على التعبير عن الحزن والمشاعر والاحاسيس المتنوعة. كما أنه صور الخبرات العاطفية العاطفية بما يتناسب وروح المجتمع في ذلك الوقت وعلاوة على إبيجراماته هذه فينسي إليه البعض أعمال أخرى في القصائد الغنائية - على ذكر المصادر الأدبية - وقد نظم أسكليباديس حوالى ثلاثة وثلاثين ابجراماصحيحة النسب إليه ودون ذلك نسب إليه بعض الإبيجرامات ولكن يشك في صحة نسبها إليه ويعتقد أنها من الممكن ان تكون من نظم شاعررون اخرون ساروا على نهجه.

#### بوسيديبوس Ποσείδππος
ولد بوسيديبوس في بلاى على اغلب الظن في الفترة ما بين 320-310ق.م واتجه صوب الإسكندرية وقضى بها حوالى عشرة سنوات مابين 280-270ق.م ثم رحل إلى مسقط رأسه وقد كتب العديد من الإبيجرامات ولكن لسوء الحظ لم يصلنا منها سوى ثلاثين ابجراما ولا عجب أنها كانت تشمل موضوعات الحب والخمر والاكل وتتعامل مع الجنس بطريقة ساخرة فبوسيديبوس هو تلميذ أسكليباديس وقد تأثر به كثيرا وقد كتب أيضًا إبيجرامات الإهداء وتعد هذه الإبيجرامات ذات قيمة بالغة وذلك لأنه لم يصلنا إبيجرامات نمن هذا النوع لكلا من أسكليباديس وكاليماخوس أكبر شعراء هذه المدرسة وله أيضًا بعض الإبيجرامات العاطفية وان كان يشك في صحة نسبها إليه لتشابهها مع أسلوب أسكليباديس وقد يكون ذلك من قبيل التأثر به.

#### هيديلوس Ήδυλός
هو ثالث شعراء المدرسة الايونية ولد في ساموس في عام 270ق.م في عائلة أدبية وقد رحل إلى الإسكندرية واقام فيها أثناء حكم الملك بطليموس فبلادلفوس - على حسب إشارة المصادر الأدبية في ذلك الوقت - ولقد وصلنا من أعماله حوالى عشرة إبيجرامات تناولت موضوعات الحب والشراب والاكل وأيضًا إبيجرامات الهداء وقد تفوق هيديلوس في إبيجرامات الاكل والخمر ووصلنا منها ثلاث قصائد اما إبيجراماته العاطفية فوصلنا منها قصيداتان وبعتبر هيديلوس أيضًا تلميذا لأسكليباديس.

#### كاليماخوس Καλλίμαχος
ولد في عام 310ق.م في مدينة قورينى Cyrene وكان والده يدعى باتوس Batosو امه ميساتما Mesatma وكان ينحدر من أسرة نبيلة ثرية (ارستقراطية قورنائية) ولقد تعلمعلى يد عالم النحو «هرموكراتيس» والفيلسوف «براكسيفانيس» ثم هاجر إلى الإسكندرية وحظى بمقابلة بطليموس فيلادلفوس وبعدها بأربع سنوات أسس مدرسته فيها كما عنل بالتدريس لفترة في ضاحية اليوسيس بالإسكندرية حوالى عام 208ق.م ولقد كافح كاليماخوس طويلا حتى حظى بمكانته الرفيعة وشهرته الواسعة ولذلك امتازت اشعاره بالإحساس والكبرياء والميل إلى النقد والشعور بالمرارة مما يدل على شدة تأثره وتذكره الدائم للعقبات التي جعلت منه شاعرا عظيما ونظرا لروعته فقد ذكره الشاعر ملياجروس السورى في عمله الإكليل كما وصفه بأن أعماله حلوة دائما ومليئة بالعسل فكاليماخوس يعتبر أشهر شعراء عصره بغض النظر عن كونه أفضلهم ولقد وصلنا منه إبيجرامات متنوعة حوالى ستين ابجراما بلغت في نظمها درجة عالية من الإتقان والتفوق.

#### ديوسكوريدس Διοσκόριδος
يعد ديوسكوريدس آخر ممثلى المدرسة الايونية وقد أظهر تطورا في موضوعاته وأسلوبه عن باقى شعراء المدرسة وقد يرجع ذلك إلى اختلاف البيئة والظروف التي نشأ وعاش بها ديوسكوريدس والتي لا نعلم عنها شيئا فبخصوص حياته ومولده لا نعلم شيئا غير أنه كان معاصرا للشاعر كاليماخوس وازدهر في النصف الاخير من القرن الثالث ق.م وقد وصلنا منه حوالى أربعين ابجراما تنوعت موضوعاتها بين إبيجرامات حب وإبيجرامات أدبية وجنائزية واستعراضية ومثل اغلب الشعراء تناول حب الغلمان والمحظيات غير أنه تحدث عن الجنس بطريقة صريحة لذلك لا نستطيع عرض إبيجراماته واضحة رغم تفوقه في الأسلوب والتعبير واستخدام الصور الحسية لجرأته في التعبير.

#### بعض صور العاطفة عند شعراء المدرسة الأيونية
تناولت هذه المدرسة العاطفة بين الرثاء والحب بأنواعه عاطفيا وحسيا

##### الرثاء
يعد الرثاء من المرئيات التي كانت يتم نقشها على القبور مع مرثيات أخرى وقد كتب كاليماخوس العديد من إبيجرامات الرثاء منها مرثية في رثاء صاحبة هيراكليتوس وتعتبر من أفضل إبيجراماته في الرثاء (A.P.VII.80):
" Είπέ τις ,Ήράκλειτε,Ίεόν μόρον,ές δέ με δάκρυ ήγαγεν,Έμνήσθην δ'οσάκις άμφότεροοι ήλιον έν "
«ايه هيراقليطوس، لقد نبأنى رسول بموتك واغرقنى في دموعى إذا تذكرت كم من مرة بقينا في قاعة المناقشة وطال حديثنا حتى غياب الشمس واحسرتاه! فأغلب ظنى انك قد صرت منذ زمنا طويل رمادا واحسرتاه! يا صديقى الهاليكارناسى. ولكن تغاريد عندليبك ستظل تحى بيننا ولت يمسها هاديس خاطف الجميع بسوء»
و من الإبيجرامات التي كتبت على شواهد القبور كتب كليماخوسΚαλλίμμαος ابجراما رقم (A.P.VII.318):
«لا تلق على السلام يا حبيث القلب بل اذهب إلى حال سبيلك ان حالى على مايرام ما دمت تمسك عنى سخريتك»
وفي ابجراما أخرى رقم (A.P.VII.453):
«هنا اودع الاب ولده ذا الاثنى عشر عاما هنا اودع فيليبوس امله الكبير نيكوتيلس»
و تتميز هذه الابجراما ببساطة التعبير وعمق الإحساس واستخدام فيها الزوج الشعرى ولكته لم يتفوق في استعماله له.
وفي ابجراما أخرى لكاليماخوس Καλλίμμαος يتكلم فيها عن فجأة الموت وصعوبة وقسوة هذا وإدراكه (A.P.VII.519):
«من ذا الذي يعرف مايخبئه له الغد حق المعرقة فها أنت أيضا يا خارميس يا من كنا نراه بالامس رؤية العين نواريه في يومنا التالى التراب ودموعنا تغرقنا فما قاسى والدك ديوفون حزنا يفوق هذا قسوة.»
و في ابجراما أخرى رقم ل (Καλλίμμαος (A.P.VI.728:
«أصبحت الآن شيئا ضئيلا وقد كنت ذات مرة كاهنة ديميتر ومرة أخرى كاهنة لكيبيرى ثم بعد ذلك لدايمون سبيلى وانا الامرأة العجوز كنت حامية للعديد من النساء الصغيرات في السن وكان لدى طفلان اغلقت عينى عندما وصل بى الهرم بين ذراعيهم ايها المار فلتذهب في سلام»
وفي مرثية عند ديوسكوريدسΔιοσκόριδος يرثى فيها محب حبيبته في مناسبة زواجها بعد أن نقضت عهدها معه وتزوجت من شخص آخر (A.P.V.52):
«قدم كلانا نذرا لاروس صنعناه سويا حيث تعهد سوسيباتر وارسينوى ان يكون كل منهما للاخر غير انها كانت خائنة ونقضت عهدها ولكن حبيبها بقى وفيا لها ولم تنتقم الالهة له منها حتى الآن ايا هيمنوس ان أغنية الزواج تنشد لحنا حزينا على بابها يوبخ فراش تلك الغادرة»
وتعتبر هذه المرثية شبيه بمرثية أخرى لدى كاليماخوس ولكنها تتحدث عن فتاة ترثى حبيبها الذي هجرها (A.P.XII.6):
«واقسم كاليجنوتوس لايونيس ا يخص بمحبته رفيقا أو رفيقة غيرها مهما طال الزمن نعم اقسم ولكن يقال - وقولهم حق - لا تجد ايمان المجبين طريقا إلى اسماع الخالدين اد انه يهيم الآن عشقا بغلام ومثله مثل الميجاريين (لا حساب ولا تفكير) في ايونيس المسكينة»
ويتحدث هنا عن عدم ثبات مبدأ المحبين وتغير وتذبذب العواطف الذي يجرح أحد الطرفين وتمثل حال الكثير من المحبين في صورة مقتصدة جميلة وبسيطة.

##### بعض القصائد العاطفية في الحب عند شعراء المدرسة الايونية
تكلم بعض الشعراء عن نتاج العاطفة وما يهديه المحبين من ممارسة الحب للالهة ففي ابجراما لكاليماخوس Καλλίμαχος :
«اهدت سيمون - ضوء الحب - هذه الهدايا إلى افروديتى وهي: صورتها والحزام الذي عانق صدرها والمصباح - نعم - والصولجانات التي تعودت تلك المسكينة ان تحملها»
كما ربطوا الشعراء بين الحب والخمر ففي ابجراما لهيديلوس Ήδυλός عبر فيها عن الحب والخمر ونتائجة عند نيكاغورس في ابجراما رقم (A.P.V.161):
«كان النبيذ وشرب النخب الخادع وحب نيكاغورس الحلو هي التي بعثت اجالونيس في سبات عميق في هذه اللحظة اهدت للربة كوبريس هذه الغنائم لحبها العذرى تلك التي لا تزال تفوح عطرا حذائها وذلك الرباط الاملس الذي يمسك بتلابيب صدرها لتكن شواهد على نومها العميق وعنف نيكاغورس»
وفي ابجراما أخرى لكاليماخوس Καλλίμαχος عن الحب والخمر عن نيكاغورس الذي ينصب له الخمر فخا للاعتراف بالحب (A.P. XII.134):
«كتم الغريب جرحه فلم ندرى هل ادركت زفرته الحارة يطلقها من أعماق قلبه وما إن تجرع كأسه الثالث حتى جاش صدره وأجهش بالبكاء وأخذت الزهور تقذف ببتلاتها إلى الأرض أنه غارق في بحر الغرام الحارق وحق الالهة ولا يخيب حدسى إذ انى لص يعرف اثار اللصوص»
كما تناول اسكليبياديسΑσκλήπιδος هذا الأمر وهو اختبار النبيذ للحب في ابجراما رقم (A.P.XII.135):
«ان النبيذ هو اختبار للحب فكثيرا ما كان ينكر نيكاغورس وقوعه في الهوى لكن تلك الكؤس التي نتجرعها فضحته نعم لانه زرف الدمع حتى رأسه وأخذ ينظر بعيدا مكتئبا وسقط اكليل الورود الذي يزين جبينه وكل هذه علامات من وقع فريسة صائغة للحب»
وتختلف ابجرامة كاليماخوسΚαλλίμαχος عن ابجرامة اسكليبياديس Ασκλήπιδος في ان كاليماخوس قدم نفسه في الصورة مما ميزها بالوضوح والبساطة اما الابجراما التي تناولها هيديلوسΉδυλός فقد ظهر فيها تأثره بأسكليبياديس دون تجديد.
اما عن وضوح الصورة والبساطة في اللغة قفد قدم اسكلبيياديس Ασκλήπιδος ابجراما رقم (A.P.V.169):
«عذب تناول الثلج في حر الصيف وخلاب منظر الإكليل الذي يعلن قدوم الربيع للبحارة في فصل الشتاء ولكن الأكثر عذوبة من هذا وذاك هو عندما تغطى عباءة واحدة اثنين من المحبين ويفوه كلا هما بمديح للربة كيبريس»
و في ابجراما أخرى لاسكليبياديس A.P.XII.50) Ασκλήπιδος):
«اشرب يا اسكليبياديس لم هذه الدموع ماذا الم بك؟ فلست وحدك الذي أصبحت فريسة سائغة لكيبريس القاسية ولست وحدك الذي اصلاه اروس الضارى بوابل من سهام قوسه لما تدفن نفسك حيا تحت الثرى؟ فلنشرب شراب باخوس الصافي إذ نهارنا مثل انملة هل نظل هكذا حتى نبصر من جديد القنديل يدعونا للرقاد؟ دعنا اذن نشرب ايها العاشق المسكين فأمامك لم يعد من العمر الكثير (دعنا نشرب) فلسوف نرقد ايها التعس في ليل طويل (لا يقظة منه)»
و تعتبر الفكرة هنا أكثر ابتذالا من ابجرامات الشاعر العاطفية فهو يدعو إلى التمتع بملذات الحياة ولكن يظهر أكثر قوة في التعبير عن مشاعره
و في قصيدة لبوسيديبوس Ποσείδππος عن النبيذ والحب رقم (A.P.V.134):
«اغدق علينا ايها الكأس الاتيكى بقدر وافر من عصير باخوس المنعش اغدق به ولتجدد انتعاش شرابنا ولتدع زينون الإوزة المتعلمة يصمت ومثله (موسا) كلبنثيس ولتدع سمارنا عن اله الحب الحلو القاسى»
ويظهر بوسيديبوس Ποσείδππος هنا اهتمامته الأدبية والفلسفية فيعبر عن العنصر العاطفي ممزوجا بالشراب في منأى عن اسكليبياديس وأسلوبه.
وبالإضافة إلى ربط الشعراء بين الحب والخمر فقد استحدث اسكليبياديس Ασκλήπιδος صورة جديدة وغير مسبوقة وهي صورة العاشق المنبوذ امام بابا الحبيب كما تناولها أيضا الشعراء من بعده وحذو حذوه.
وفي ابجراما رقم (A.P.V.189)لاسكليبياديسΑσκλήπιδος عن المحب المنبوذ على باب الحبيب:
«ياله من ليل طويل قارس البرد يتثاقل في مروره عبر كوكبة الثريا!ّ وها انا ذا تحت وابل من المطر اذرع الطريق جيئة وذهابا امام باب (حبيبى) مكلوم الفؤاد تعصف بى رغبة محمومة تجاه تلك المخادعة انه ليس حبا ذلك الذي تعبث به كيبريس بل سهاما مضنية غمست في نار متأججة»
ويعد اسكليبياديسΑσκλήπιδος فنان بارع وقادر على مزج الحقيقة بالخيال رغم عدم صدق العاطفة لكن تمييز برشاقة التعبير وحيوية الأسلوب ومع ذلك فله لحظات يصل فيها إلى عاطفة تكاد تكون صادقة وعذوبة في التعبير تغفر له ما يؤخذ عليه وفي ابجراما تعد من اروع ما كتب اسكليبياديسΑσκλήπιδος في الحب واسحرها:
«يا اكاليل الورود المعلقة على باب حبيبى فلتظلى هاهنا ولا تتسرعى في اسقاط اوراقك التي خضلتها بدموعى فان عيون العشاق بالدمع مغرورقة لكن حينما يفتح الباب وتشاهدين حبيبى فانثرى دمعى غزيرا على رأسه الآن من الأفضل ان ترشف خصلات شعره الشقراء عبراتى»
و في ابجراما أخرى له:
«كان المطر منهمرا والوقت ليلا والخمر تجعل الام العاشق ثلاثة ريح الشمال قارصة وانا بمفردى اما موسخوس الجميل فما زال في عنفوان صحته وشبابه ((الا ليتك تظل تدور هكذا دون ان تجد لك مستقرا عند أحد الابواب !)) كان هذا ما هتفت به مرارا للغلام وماء المطر يبللنى فالى متى يا زيوس اى عزيزى زيوس سألزم الصمت؟ فأنت نفسك قد عرفت الحب» وهذه صورة لحب الغلمان وهو نوع من الحب كان يوجد في ذلك الوقت إلى جانب الحب الشهوانى وحب المحظيات والحب العذرى وفي هذه الابجراما يبين لنا اسكليبياديسΑσκλήπιδος صورة المحب المجروح الفؤاد الذي يتحمل المطر والبرد امام بابا الحبيب ونلمح هنا أيضا الاستخفاف بالالهه فيستخف من كبير الإله زيوس الذي قد يصل أحيانا إلى التحدى.
اما كاليماخوس Καλλίμαχος فقد تعرض لفكرة المحب على باب الحبيب فصور لنا ابجرام في بكاء الحبيب عند باب المحبوب (hor,od,IV,10):
«نعم ايها الكونوى مادمت تدع حبيبك ينام في سدفة بيتك -فلتنم- يا اقسى خلق الله ما دمت تدع حبيبك يهجع ولكنك لم تعرف الشفقة حتى في منامك الجيران يشفقون وما اشفقت أنت حتى في منامك ولكن سوف يذكرك مشيب السعر بهذه الاسياء طبعا ان عاجلا أو اجلا»
اما عند ديوسكوريدس Διοσκόριδος فقد جدد في تقديم هذه الفكرة وهو الحب الذي يقف على باب الحبيب في ابجراما رقم (A.P.XII.14):
«ايتها القبرصية إذا كان ديموفيلوس قد اعطى فبلات لمحبيه في زهرة شبابة كتلك التي اخذتها منه للتو (فلا اخفي عليك)ان باب والته سيستمر الطرق عليه طوال الليل»
وهنا نرى ان عشق الغلمان والمححظيات قد سيطر على الشعراء في هذا العصر ففي قصيدة أخرى لكاليماخوس يتحدث عن عشق الغلمان (A.P.XII.51):
«إملاء الكأس وردد» في نخب ديوكليس«فلا يعلم اخيلوس من أمر كؤوسه المقدسة شيئا.. ياله من صبى جذاب يا اخيلوس انه لغاية في الوسامة.. وان انكر شخص ذلك كفانى ان اعرف وحدى كم هو جميل !»
وفي ابجراما أخرى لبوسيديبوس Ποσείδππος عن حب المحظيات يعبر الشاعر عن خداع المحظيات فيخاطب محظية تدعى فلينس في ابجراما رقم (A.P.V.186):
«لا تعتقدى انك تخدعينى يا فلينس بدموعك السهل انقيادها (الظاهرية) اعرف (انك ستقولين) انك لم تحبي مطلقا شخصا أكثر منى طالما انك ترقدين إلى جانبى لكن إذا نعم شخص اخر بمثل هذا اللقاء فستقولين انك تحبينه أكثر منى»
و في ابجراما لاسكلبياديسΑσκλήπιδος يتحدث عن الرغبة المحمومة التي تستولى على العشاق فتجعلهم مسخرين للحب وتضعهم تحت رحمة نزواتهم:
«لطالما اصطبغ وجه نيكاريتى الجميل بالرغبة المحمومة وهي تطل من خلال النافذة المرتفعة ذلك ان عيتى كليوفون الزرقاوين يا عزيزتى كيبريس كانتا تبعثان ببريق اخاذ من نظراته الحلوة وهو واقف امام بابها»
كما مثل بوسيديبوس Ποσείδππος في ابجراما أخرى استعدا العاشق للاسيشهاد في سبيل الحب رقم (A.P.XII.45):
«اجل اجل يا ارباب الحب فها انا ذاستلق ها هنا (فأغدو) من فورى هدفا (سائغا) لكثير منكم فلا تضيعو الفرصة ايها الحمقى ذلك انكم لو ظفرتم بى فسوف يذيع صيتكم بين الخالدين على انكم رماة بارعون وذوو جعبة كبيرة للسهام»
ولا عجب في رغبة المحبين -أولئك- في الاستشهاد في سبيل العشق فهناك ما يجعلها أكثر حلاوة لهم وهذا ما بينه اسكليبياديس Ασκλήπιδος في ابجراما رقم (A.P.XII.153) والتي تتحدث عن بكاء فتاة على حبيبها المفقود وتلوعها بالام الحب التي يسببها الإله:
«منذ زمن بعيد اعتدت ان اعذب ارخيديس لكن الآن-واحسرتاه- فهو لم يعد يلتفت لى حتى في المهجر ولم تعد حقا مشاعر الحب كما كانت فكم غى احيان كثيرة ما تكون الام الحب التي يسببها الاله أكثر حلاوة للمحبين»